# 3 csíkmegyei népdal
Bartók Béla 1907-ben írta 3 csíkmegyei népdal (Sz. 35a, BB 45b) című ciklusát, ami a címben is emlegetett területről származó népdalkincsen alapszik.
A mű 3 és egy negyed perc hosszú.
Az 1907 decemberében írt kompozíció a magyar népdallal, vagyis a parasztzenével való első találkozás élményéből származik. Bartók megjegyzése szerint ez a három dal forrása: „Gyergyótekerőpatakon tilinkózta egy 60 esztendős öreg ember”.
A zeneszerző itt találkozik a hangszerelés azon problémával, hogy hangszer használata ellenére megőrizze a mű egyszólamú ének-jellegét. Emiatt lemondott a klasszikus európai műzene harmóniavilágáról, viszont olyan új hangszíneket állított elő, amelyek segítik a dal eredeti hangulatának, szabad levegőjének átmentésében.
Az első dal feldolgozásához a dór hangnemet, a másodikhoz az eolt (természetes moll) használta. A harmadik („Ha kimegyek arr' a magos tetőre”) dal giusto (feszes) ritmikájú. Egyike azon ritka népdaloknak, amelyeket Bartók más művében is feldolgozott: énekre és zongorára, a Nyolc magyar népdal című sorozat (1907–17) ötödik darabjában.

## Tételek
1. Rubato
2. L'istesso tempo
3. Poco vivo

## Autográf anyagok
- Autográf kézirata lappang.
- A R 418 első kiadás (Rozsnyai Károly, Budapest, 1908) javított korrektúralevonata jelenleg ifj. Bartók Béla magángyűjteményében.